# Mendoncia costaricana
Mendoncia costaricana är en akantusväxtart som beskrevs av Oerst.. Mendoncia costaricana ingår i släktet Mendoncia och familjen akantusväxter. Inga underarter finns listade i Catalogue of Life.